# 外皮 (植物)
外皮（がいひ）（外被、exodermis）とは、維管束植物の根や茎において、表皮の内側、皮層の最外層に形成される、1から数層の細胞が特殊化した組織である。トクサやアヤメ属、ランの根などに見られることがある。
外皮を構成する細胞では、しばしば細胞壁が厚く、リグニンやスベリンが沈着している。また分化初期に段階では、内皮と同様にカスパリー線をもつことがある。
外皮は、表皮が剥離した後に植物体を保護する。また細胞壁にリグニンやスベリンが沈着していることで周辺環境と根の間のアポプラスト（細胞壁や細胞間隙）を通じた物質移動を制限し、これを調節している。